# Gala Gracia
Gala Gracia (Valdepeñas, 1988) es una directora de cine y guionista española.

## Trayectoria
Creció en Benabarre, un pueblo de la Ribagorza (Huesca). Estudió Comunicación Audiovisual en la Universidad Complutense de Madrid (UCM) y un postgrado en dirección y guion de cine en la Universidad de Kingston.
La Pared, su segundo cortometraje, dirigido en 2021, fue seleccionado para su proyección en numerosos festivales como el Festival Internacional de Cine de Huesca, Medina Film Festival en Medina del Campo y el Festival de Cine de Zaragoza, entre otros. Gracia coprodujo en 2021 el cortometraje Baltasar, dirigido por Brietta Hague.
En 2023, rodó su primer largometraje, titulado Lo que queda de ti, ambientado en el Pirineo aragonés y protagonizado por Laia Manzanares y Ángela Cervantes. Previamente, en 2019, su guion fue seleccionado en la 17.ª edición del Curso de Desarrollo de Proyectos Cinematográficos Iberoamericanos del Programa Ibermedia. Gracia presentó este filme en la 51.ª edición del Festival Internacional de Cine de Huesca.
En 2024, codirigió junto a Guillermo Garavito Amado el cortometraje Evanescente.

## Reconocimientos
Su primera obra El color de la sed, de 2017, recibió numerosos reconocimientos nacionales e internacionales, como el Grand Prix al mejor corto en la 38.ª edición del Festival du Film Court de Villeurbanne Lyon (Francia), tres Premios Simón del Cine Aragonés en 2018, el galardón a mejor corto de ficción en el Festival de Cortos del Medio Rural en Urrea de Gaén, en Teruel, el premio al mejor guion en el Festival Corto Cortísimo, y tres distinciones a mejor fotografía, sonido y montaje en el Festival de Cine de Fuentes de Ebro.
En 2021, Gracia compitió con su corto La pared en el Festival de Cine de Huesca y recibió el premio al mejor cortometraje de ficción en el Festival de Cine FENACIR (México). Ese mismo año, el corto Baltasar, del que fue productora, fue reconocido en el Melbourne International Film Festivaly en el St. Kilda Film Festival.
En 2024, Evanescente obtuvo la mención especial del Jurado en la 26.ª edición de la Semana del Cortometraje de la Comunidad de Madrid y fue nominado a mejor corto en la 30.ª edición de los Premios Cinematográficos José María Forqué.

## Filmografía
- 2017 – El color de la sed.
- 2021 – La pared.
- 2021 – Baltasar (producción).
- 2024 – Lo que queda de ti.
- 2024 – Evanescente.